# Constantin Sloutchevski
Constantin Konstantinovitch Sloutchevski (en russe : Константин Константинович Случевский) est un poète russe, né en 1837 à Saint-Pétersbourg en (Russie) et mort en 1904.

## Biographie
Élevé à l'école des cadets, il entre dans l'armée en qualité de sous-lieutenant de la Garde impériale, y reste deux ans, passe à l'Académie de l'État-Major, prend ensuite sa retraite et part pour l'étranger. Lors de son séjour à Paris, il suit des cours à la Sorbonne ; reste ensuite pendant quatre ans à Berlin et Heidelberg et c'est à l'Université de cette ville qu'il reçoit le titre de docteur ès philosophie. De retour en Russie, Sloutchevski entre au ministère de l'Intérieur, dirige la rubrique littéraire de l'hebdomadaire Vsemirnaïa Illustratsia en 1871-1875, passe aux Domaines en 1877, devient rédacteur en chef du Messager d'État,.
Ses premiers vers ont été publiés en 1857, sans signature. En 1860, ses poèmes parus dans la revue Le Contemporain sont l'occasion d'une discussion sur le caractère social de la poésie, au cours de laquelle on lui reproche de s'enfermer dans une tour d'ivoire. Ce qui l'incite au silence, et il ne reviendra à la poésie qu'une vingtaine d'années plus tard. Son premier recueil ne paraît qu'en 1880, deux autres le suivent en 1881 et 1883.